# Herbert Schmidt (Autor)
Herbert Schmidt (* 28. Juli 1971) ist ein österreichischer Lehrer, Fotograf und Fachautor, der über den historischen Schwertkampf schreibt.

## Leben
Herbert Schmidt ist gelernter Druckvorstufentechniker. Schmidt wanderte 1994 nach Venezuela aus und betrieb dort eine Plantage, auf der er hauptsächlich Zitrusfrüchte anbaute.

Er gründete 1999 den Schwertkampfverein „Ars Gladii“ (Schwertkunst), der sich mit der Rekonstruktion europäischer Kampfkünste mittels überlieferter Fechtbücher beschäftigt. Schmidt lehrt europaweit in Seminaren den Kampf mit langem und kurzem Schwert. Er befasst sich unter anderem mit dem mittelalterlichen und renaissancezeitlichen Buckler (Faustschild), über den er das Sachbuch The Book of the Buckler und The Medieval and Renaissance Buckler schrieb.
Von 1999 bis 2018 fotografierte er den Messerkalender „Meisterstücke in Stahl“, den bekanntesten Kalender für handgearbeitete Messer in Mitteleuropa. Schmidt war damit auch einer der bekanntesten Messerfotografen.
Seit 2018 forscht Schmidt im Bereich der lesefreundlichen Gestaltung im Schulumfeld.
Schmidt lebt in Bregenz und arbeitet als Lehrer an der Landesberufsschule Dornbirn 2 sowie am BZA in Arbon, Schweiz.
Schmidt hat 2020 seinen eigenen Verlag Sofa Books gegründet, in dem er unter anderem Bücher über den historischen Schwertkampf veröffentlicht.

## Publikationen
- The Medieval and Renaissance Buckler, sofa-books, 2022 ISBN 978-3-9519817-7-2
- Catalogue of European Bucklers, sofa-books, 2022, ISBN 978-3-9519817-8-9
- Lose Blätter, sofa-books, 2020, ISBN 978-3-9519817-0-3
- Easy to Read – Easy to Learn. Text-Design and the Intake and Memorization of Information in a Classroom Setting, Grin Verlag 2019, ISBN 978-3-346-01028-5.
- erstes Buch – Texte für erwachsene Erstleser, alpha-texte 2018, ISBN 978-3-7482-0645-3
- 20 Jahre Meisterstücke in Stahl, Wieland Verlag 2018, ISBN 978-3-938711-90-3
- The Book of the Buckler, Wyvern Media 2015, ISBN 0-9929918-3-8
- Traumhafte Messer: Die schönsten Meisterstücke in Stahl. Wieland Verlag, Bruckmühl 2006, ISBN 978-3-938711-12-5.
- Schwertkampf: Der Kampf mit dem langen Schwert nach der Deutschen Schule. Band 1, Wieland Verlag, Bruckmühl 2007, ISBN 978-3-938711-19-4.
- Schwertkampf: Der Kampf mit dem Kurzschwert und Buckler nach der Deutschen Schule. Band 2, Wieland Verlag, Bruckmühl 2008, ISBN 978-3-938711-29-3.
- Schwert & Buckler – eine Erfolgsgeschichte. In: „Das Schwert – Symbol und Waffe“. Beiträge zur geisteswissenschaftlichen Nachwuchstagung, Institut für Ur- und Frühgeschichte und Archäologie des Mittelalters der Universität Freiburg, ISBN 978-3-89646-795-9
- Bedeutung und Beurteilung von Internetquellen, Akademiker Verlag, 2012, ISBN 978-3-639-45581-6
- Meisterstücke in Stahl, Messerkalender, jährlich seit 1999
- Die deutsche Schule, Schwert & Klinge, Wieland Verlag, 2007
- Die hohe Schule des Schwertkampfes, Schwert & Klinge, Wieland Verlag, 2007
- Druckvoller Kampf, Schwert & Klinge, Wieland Verlag, 2011
- Historische Europäische Kampfkünste und ihre Rekonstruktion, Pallasch, Heft 31, Österreichischer Milizverlag, 2009
- An Introduction to handling a Long Sword, Schiffer Books, 2015, ISBN 978-0-7643-4792-4
- Walka Mieczem, Fabryka Slow, 2011, ISBN 978-83-7574-584-9